# Comuna Krasnosilske, Borzna
Krasnosilske (în ucraineană Красносільське) este o comună în raionul Borzna, regiunea Cernihiv, Ucraina, formată din satele Krasnosilske (reședința) și Zaporijjea.

## Demografie
Componența lingvistică a comunei Krasnosilske
     Ucraineană (98,72%)
     Rusă (1,28%)
Conform recensământului din 2001, majoritatea populației comunei Krasnosilske era vorbitoare de ucraineană (98,72%), existând în minoritate și vorbitori de rusă (1,28%).